# Uchwała
Uchwała – akt woli ciała kolegialnego (organu państwowego, samorządowego, organizacji społecznej lub politycznej, organu spółki). Treścią uchwały może być zajęcie stanowiska w określonej sprawie; charakter szczególny mają uchwały indywidualne (zwłaszcza nominacyjne) oraz uchwały ogólne (normatywne, ustalające wykładnię prawa lub wytyczne obowiązujące dla innych organów). Uchwały normatywne (zawierające normy prawne) są stanowione w RP przez Sejm i Senat, rząd, rady gmin, powiatów i sejmiki województw. Dzielą się na uchwały wykonawcze, tzn. wydawane na podstawie i w celu wykonania ustaw, oraz uchwały samoistne, wydawane bezpośrednio na podstawie Konstytucji (np. regulaminy Sejmu i Senatu).
Niektóre źródła prawa powszechnego podjęte przez organy kolegialne zwykle noszą inne nazwy (rozporządzenie, ustawa, dekret itp.), ale w znaczeniu czysto technicznym również można je nazwać uchwałami. Jednak np. akty prawa miejscowego (będące także źródłami prawa powszechnego, tyle że o zasięgu lokalnym bądź regionalnym) noszą wprost nazwy uchwał (rad gmin, miast i powiatów, bądź sejmików województw). Uchwały podejmuje też Sąd Najwyższy, Naczelny Sąd Administracyjny i Państwowa Komisja Wyborcza i inne komisje wyborcze.
W przypadku aktów prawa wewnętrznie obowiązującego (aktów regulacji wewnętrznej) nazewnictwo jest raczej jednolite.
Niektórzy teoretycy prawa uznają istnienie także tzw. uchwał negatywnych.
 Zapoznaj się z zastrzeżeniami dotyczącymi pojęć prawnych w Wikipedii.